# Open Belgian Indoorrowing Championship
Het Open Belgian Indoor Rowing Championship, afgekort als OBIC, is een prestigieuze indoor roeiwedstrijd die jaarlijks plaatsvindt in België. Het evenement wordt georganiseerd door de Antwerpse Roeivereniging Sculling (ARV Sculling) en staat bekend als het Belgisch kampioenschap indoorroeien. Sinds de inaugurele editie in 1999 heeft het OBIC zich ontwikkeld tot een prominent sportevenement dat roeiers van alle niveaus en leeftijden aantrekt.

## Geschiedenis
Het eerste OBIC vond plaats in 1999 en werd georganiseerd door ARV Sculling als een manier om indoorroeien te bevorderen en te vieren. Sindsdien is het evenement uitgegroeid tot een hoogtepunt van het roeikalenderjaar in België en heeft het deelnemers vanuit het hele land en daarbuiten aangetrokken.

## Locatie
Het OBIC wordt gehouden in de Expohal van Deurne, een multifunctionele evenementenlocatie in Deurne, Antwerpen. Deze ruime en goed uitgeruste locatie biedt voldoende ruimte voor deelnemers en toeschouwers om de opwinding van de roeiwedstrijden te ervaren.

## Concept 2 Roeitoestellen
Het OBIC wordt geroeid op Concept 2 roeitoestellen, die bekend staan om hun hoge kwaliteit en nauwkeurigheid. Deze toestellen bieden deelnemers de mogelijkheid om hun roeiprestaties nauwkeurig te meten en vast te leggen, waardoor het evenement een eerlijke en competitieve omgeving is.

## Belgisch Kampioenschap en Kwalificatiewedstrijd
Naast het prestigieuze karakter van het OBIC als een open indoor roeiwedstrijd, fungeert het evenement ook als het Belgisch kampioenschap indoorroeien in België. Dit betekent dat de winnaars van de verschillende categorieën de felbegeerde titel van Belgisch kampioen verdienen.
Bovendien dient het OBIC als een kwalificatiewedstrijd voor deelnemers die aspireren om deel uit te maken van het Belgische roeiteam. Roeiers die indrukwekkende prestaties neerzetten tijdens het OBIC kunnen hun kansen vergroten om deel te nemen aan internationale roeiwedstrijden namens België.

## Recordtijden
| categorie | Naam                  | Vereniging | Chrono  | Jaartal |
| --------- | --------------------- | ---------- | ------- | ------- |
| JM 16     | Vanderbussche Tristan | BTR        | 06:12.6 | 2015    |
| JM 18     | Verkest Bert          | KRB        | 06.06.3 | 2016    |
| M -23     |                       |            |         |         |
| ML<75 KG  |                       |            |         |         |
| M         | Lemmelijn Ward        | PXL        | 5'38"6  | 2023    |
| MM 27+    | Van Hoorick Tim       | KRNSO      | 06.31.8 | 2022    |
| MM 36+    | Roels Nico            | TRT        | 06.14.1 | 2013    |
| MM 43+    | Symons Benjamin       | KRCG       | 06.33.9 | 2022    |
| MM 50+    | De Weert Paul         | ARV        | 06.27.3 | 1999    |
| MM 55+    |                       |            |         |         |
| MM 60+    | Henin Pierre          | RCNSM      | 07.07.0 | 2022    |
| MM 65+    | Fenton William        | CRB        | 07.31.5 | 2022    |
| MM75+     | De Weert Paul         | ARV        | 07.43.4 | 2023    |
| MM PARA   | Toussaint Louis       | RCNSM      | 8.31.8  | 2019    |

| categorie  | Naam                       | Vereniging | Chrono  | Jaartal   |
| ---------- | -------------------------- | ---------- | ------- | --------- |
| JW 16      | Willaumez Rachel           | UNB        | 07.15.3 | 2014      |
| JW 18      |                            |            |         |           |
| W -23      | Ghuysen Jeanne             | UNB        | 06.50.2 | 2014      |
| WL<61,5 KG | Hammond Jo Peleman Eveline | ARV KRSG   | 07.05.1 | 2009 2014 |
| W          |                            |            |         |           |
| MW 27+     |                            |            |         |           |
| MW 43+     | Comtois Justine            | UNB        | 07.41.9 | 2015      |
| MW 50+     | Hargot Kathleen            | RCNSM      | 08.09.7 | 2015      |
| MW 60+     | Hargot Kathelyne           | RCNSM      | 08.37.0 | 2022      |